# Hybomitra media
Hybomitra media är en tvåvingeart som först beskrevs av Krober 1928.  Hybomitra media ingår i släktet Hybomitra och familjen bromsar.
Artens utbredningsområde är Grekland. Inga underarter finns listade i Catalogue of Life.